# Berkenspikkelspanner
De berkenspikkelspanner (Aethalura punctulata) is een nachtvlinder uit de familie van de spanners, de Geometridae. De voorvleugellengte van de vlinder bedraagt tussen de 13 en 16 millimeter. De vlinder komt verspreid over Europa voor. De soort overwintert als pop.

## Waardplanten
De berkenspikkelspanner heeft berk als waardplant.

## Voorkomen in Nederland en België
In Nederland is de berkenspikkelspanner niet zo gewoon en in België vrij gewoon. De vliegtijd is van eind maart tot en met juni in één jaarlijkse generatie.